# 上村忠徳
上村 忠徳（かみむら ただのり、生没年不詳）は、江戸時代前期の槍術家。通称は小左衛門。

## 経歴・人物
出羽上山藩藩主の土岐頼行の家臣で、頼行に自得記流槍術を学んだ。